# اعلان قرمز (فیلم)
اعلان قرمز (انگلیسی: Red Notice) یک فیلم آمریکایی در ژانر کمدی اکشن به نویسندگی و کارگردانی راوسون مارشال تربر است که در سال ۲۰۲۱ منتشر شد. دوئین جانسون در این فیلم نقش مأمور اف‌بی‌آی را ایفا می‌کند که برخلاف میل با یک دزد هنری مشهور (رایان رینولدز) همکاری می‌کند تا یک جنایتکار رو به ترقی (گل گدوت) را دستگیر کند. این فیلم سومین همکاری تربر و جانسون پس از فیلم‌های هوش مرکزی (۲۰۱۶) و آسمان‌خراش (۲۰۱۸) است.
اعلان قرمز در ابتدا برای انتشار توسط یونیورسال پیکچرز برنامه‌ریزی شده بود اما نتفلیکس در ۸ ژوئیه ۲۰۱۹ حق توزیع فیلم را به دست آورد. این فیلم در ۵ نوامبر ۲۰۲۱ به‌صورت محدودی اکران شد و سپس در ۱۲ نوامبر ۲۰۲۱ به‌صورت دیجیتالی بر روی پلتفرم نتفلیکس عرضه شد. این فیلم به‌طور کلی نقدهای منفی را از سوی منتقدان دریافت کرده‌است.

## بازیگران
- دوئین جانسون
- رایان رینولدز
- گل گدوت
- کریس دیامانتوپولوس
- ریتو آریا
- ایوان امباکوپ
- وینچنتسو آماتو
- رافائل پتاردی

در این فیلم همچنین دنیل برنارد و خوانندهٔ بریتانیایی اد شیرن در نقش خودش حضور افتخاری دارند.